# 短钝蚤
短钝溞（学名：Daphnia obtusa）为溞科溞属的动物。分布于世界广布以及中国大陆的江苏、湖北、辽宁、黑龙江、云南、新疆等地，属于广温性物种，常生活于有机质丰富的水坑、池塘、水沟以及湖汊等小型水域中。